# Plantago alpina
Plantago alpina – вид рослин родини подорожникові (Plantaginaceae).

## Поширення
Вид поширений у горах Південної і Центральної Європи (Піренеї, Альпи, Апенніни). Росте на високогірних пасовищах, переважно на кислих ґрунтах на висоті 1350—2800 метрів.

## Опис
Це багаторічна трав'яниста рослина, яка виростає до 30 см у висоту, без стебла. Листки розташовані в кілька прикореневих розеток, лінійні, іноді вузьколанцетні, загострені, різко звужені на верхівці, цілокраї, іноді зубчасті з 4 парами дрібних зубців, з 1-3 жилками, плоскі. Суцвіття — циліндричний компактний колос; з приквітками від ланцетних до яйцеподібно-загострених, гострих. Плід — піксидій розміром 2,2-3 × 1,5 мм, з 2-4 насінинами, голий, за винятком кількох волосків біля основи. Насіння напівеліпсоїдне, з плоскою поверхнею.